# Bosnische den
Bosnische den (Pinus heldreichii) is een soort uit het geslacht den (Pinus).

## Determinatie
Bosnische den is een groenblijvende, boomvormende conifeer die een hoogte kan bereiken van 25–30 m met een maximale stamdiameter van 2 m. De bladeren (naalden) groeien in bundels van twee en zijn 4,5–10 cm lang en 1,5–2 mm dik. Bosnische den vormt kegelvruchten met een lengte van 5–9 cm; ze zijn donkerblauwpaars voor de rijping en bruin als ze rijp zijn (± 16–18 maanden na de bestuiving). De 6–7 mm lange zaden hebben een 2–2,5 cm lange vleugel. De boom kan een leeftijd bereiken van duizend jaar.

## Ecologie
Bosnische den groeit op een hoogte van 900–2500 m boven zeeniveau en bereikt vaak de boomgrens. De soort is tot minstens −45 °C winterhard. De zaadverspreiding vindt plaats via de wind.

## Verspreiding
Het verspreidingsgebied van Bosnische den omvat Bosnië en de bergen van Zuidoost-Europa, in het zuidwesten van Bulgarije, Albanië, Noord-Macedonië, Servië, Noord-Griekenland, en lokaal in het zuiden van Italië waar de boom het symbool van het Nationaal park Pollino is.

## Bekende exemplaren
Een opmerkelijk exemplaar groeit in de Pirin in Bulgarije. Dit exemplaar is bekend als de Baikushevs den. De leeftijd van het exemplaar wordt geschat op 1300 jaar. De boom is 24 m hoog en heeft een stamdiameter van 2,2 m.